# Іван Юкич
Іван Юкич (босн. Ivan Jukić, нар. 21 червня 1996, Вітез) — боснійський футболіст, півзахисник клубу «Широкі Брієг» та молодіжної збірної Боснії і Герцеговини.
Виступав також за клуб «Спліт».

## Клубна кар'єра
Народився 21 червня 1996 року в місті Вітез. Вихованець юнацьких команд футбольних клубів «Вітез», «Оркан» (Дугий Рат), «Спліт», «Дугопольє» та «Спліт».
У дорослому футболі дебютував 2014 року виступами за команду «Спліт», в якій провів два сезони, взявши участь у 17 матчах чемпіонату. 
Згодом з 2016 по 2024 рік грав у складі команд «Імотський», «Спліт», «Корона» (Кельці), «Сараєво» та «Зріньскі».
До складу клубу «Широкі Брієг» приєднався 2024 року. Станом на 21 травня 2025 року відіграв за команду з міста Широкі Брієг 11 матчів в національному чемпіонаті.

## Виступи за збірні
У 2014 році дебютував у складі юнацької збірної Хорватії (U-18), загалом на юнацькому рівні взяв участь у 1 іграх.
Протягом 2017–2018 років залучався до складу молодіжної збірної Боснії і Герцеговини. На молодіжному рівні зіграв у 5 офіційних матчах.

## Титули і досягнення
- Чемпіон Боснії і Герцеговини (3):

«Сараєво»: 2019–2020
«Зрінськи»: 2021–2022, 2022–2023
- Володар Кубка Боснії і Герцеговини (3):

«Сараєво»: 2020–2021
«Зрінськи»: 2022–2023, 2023–2024